# Park 28 gardistů-panfilovců
Park 28 gardistů-panfilovců (kazašsky 28 гвардияшыл-панфиловшылар атындағы паркі) se rozkládá na ploše přibližně 18 ha v Medeuském rajónu v Almaty. Je vymezen ulicemi Kunajeva, Gogolovou, Zenkova, Kazybek bi, založen byl v 70. letech 19. století. V parku převažují jilmy, osiky, duby, javor, topoly, borovice a smrky. Spolu s okolními budovami vytváří jednu z nejmalebnějších částí města, je památkou historie, architektury a krajinářského umění. Rozhodnutím Rady ministrů Republiky Kazachstán № 1182 z 25. listopadu 1993 se stal součástí Almatské státní historicko-architektonické památkové rezervace.

## Historie
Park byl založen při budování stanice Věrnyj na místě hřbitova, který byl v roce 1921 poničen přívalovými dešti. Zachoval se hrob rodiny Kolpakovských, dcery Leonilly Kolpakovské zemřelé v roce 1860 a vnuka Vladimira Bazilevského zemřelého v roce 1882 (náhrobek byl v roce 2011 obnoven). Zničen byl i hromadný hrob obětí zemětřesení z 28. května 1887. Park na místě hřbitova byl později rozšířen o část v okolí chrámu a byl pojmenován Městský park. Na konceptu se podílel i první starosta Věrného, architekt P. M. Zenkov. Jméno parku se měnilo, u příležitosti stého výročí narození A. S. Puškina v roce 1899 byl pojmenován Puškinův park, v souvislosti s pohřbem hrdinů Sovětského Sedmiříčí dostal v roce 1919 jméno Park hrdinů padlých za svobodu, pak se jmenoval Leninův městský park, se zákazem pohřbívání ve městech byl před rokem 1927 nazýván různě, park Gubkompomarma v roce 1925 a veřejný park 1. května. V roce 1927, kdy se Alma-Ata stala hlavním městem Kazachstánu, dostává jméno Park federace sovětských republik, v roce 1942 obdržel jméno Park 28 gardistů-panfilovců na paměť hrdinských činů 28 příslušníků 1075. pluku 316. střelecké divize při obraně Moskvy ve Velké vlastenecké válce.
V letech 1904–1908 byl v parku postaven pravoslavný chrám (ponejprve pojmenovaný Turkestánský Sofijský chrám, následně přejmenovaný na Chrám Nanebevstoupení Páně) a budova Národního domu. V letech vlády sovětů prošel park několikerou rekonstrukcí: v roce 1934 v souvislosti s uzavřením průjezdu po Leninově ulici, v roce 1954 v souvislosti s postavením památníku na hromadném hrobě, v roce 1975 v souvislosti se vztyčením Památníku Slávy.
V roce 1913 proběhla jubilejní zemědělská a průmyslová výstava ke třístému výročí rodu Romanovců. Architektonicko-stavební část provedl vojenský inženýr Andrej Pavlovič Zenkov.
Ve východní části parku bylo postaveno v různých architektonických stylech 28 stálých a 15 dočasných pavilónů. Hlavní alej parku souběžnou s ulicí Kolakovského zkrášlily jurty, ve kterých byly vystaveny nejrůznější předměty kazašského umění, života a průmyslu.
Okolostojící budovy – chrám, radnice a kino „XX století“ byly jako první elektrifikovány, což zapadlo do obrazu městského sadu. V roce 1982 byl vytvořen seznam republikového významu historických a kulturních památek Kazachstánu, do kterého byly zapsány tři objekty v parku se nacházející: budova muzea národních nástrojů, Chrám Nanebevstoupení a Památník Slávy.
V roce 2006 byla prodána fontána na městském pozemku o výměře 0,1491 ha do soukromého vlastnictví, bylo vydáno povolení na rekonstrukci fontány a stavbu letní kavárny a zbourání staré, zvetšelé budovy.
10. prosince 2010 byl v parku slavnostně odhalen pomník hrdinovi Sovětského svazu, spisovateli Bauyržanu Momyšuly. Autory sochy jsou kazašští sochaři Nurlan Dalbaj a Rasul Satybaldiev. Ceremonie se zúčastnil zástupce starosty Almaty Serik Sejdumanov, hrdinův syn.

## Stavby
Chrám Nanebevstoupení Páně náleží ruské pravoslavné církvi. Jedinečná dřevěná stavba o výšce 54 m stojí ve středu parku. Autorem projektu je Konstantin Arkaděvič Boristoglebskij.
Ykylasovo muzeum lidových hudebních nástrojů bylo zřízeno v roce 1980 v budově bývalého důstojnického kasina pocházející z roku 1908. Ve sbírkách se nachází více než tisíc sbírkových předmětů šedesáti typů a vzorů kazašských lidových hudebních nástrojů, které používali přední hudebníci, básníci a skladatelé.
Důstojnické kasino (dřívější budova oblastního domu důstojníků) bylo postaveno v roce 1978 podle projektu Ju. G. Ratušného, O. N. Balykbajeva, T. E. Jeralijeva. Stojí naproti východnímu vchodu do parku.

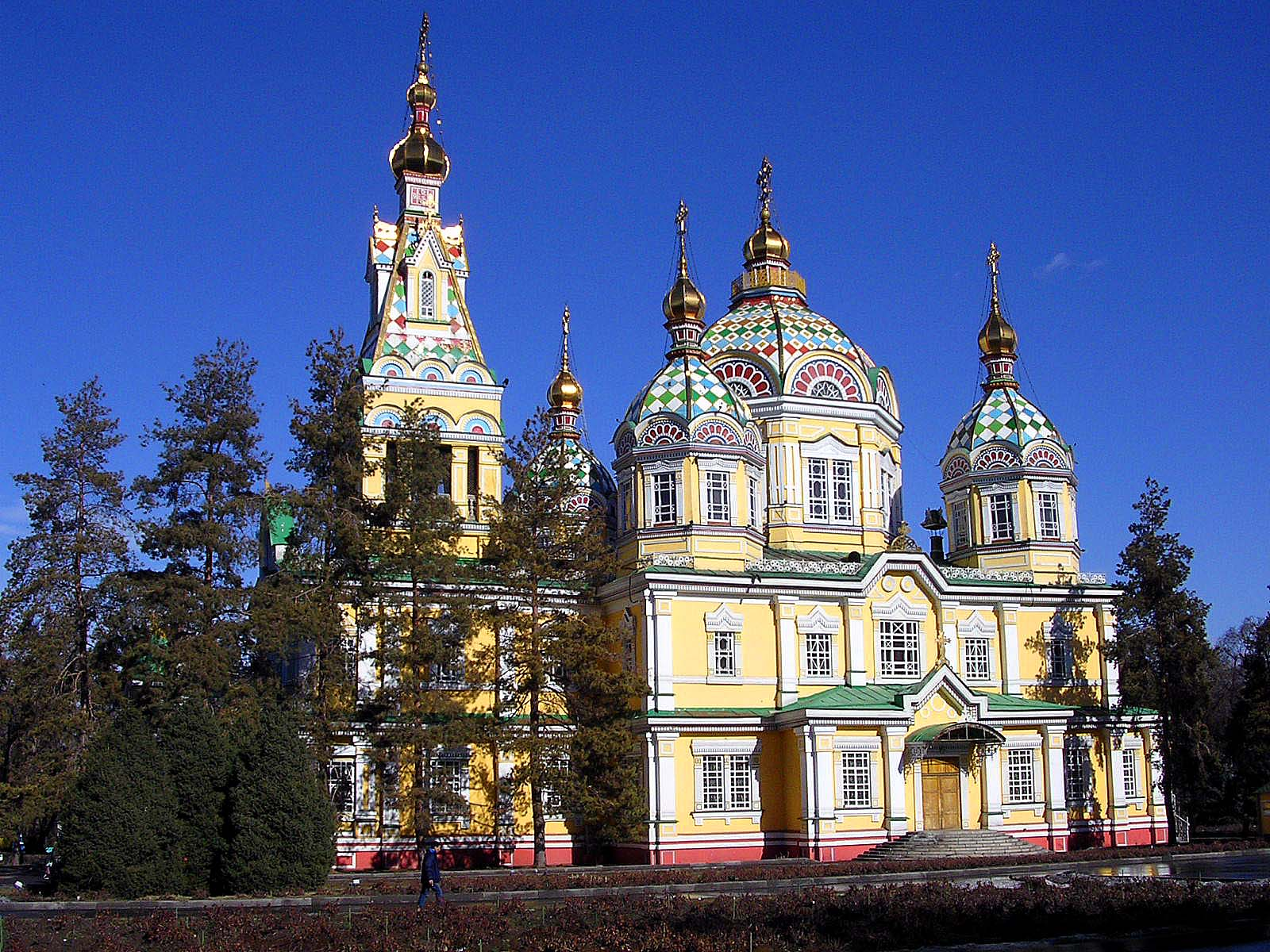
Katedrála Nanebevstoupení Páně
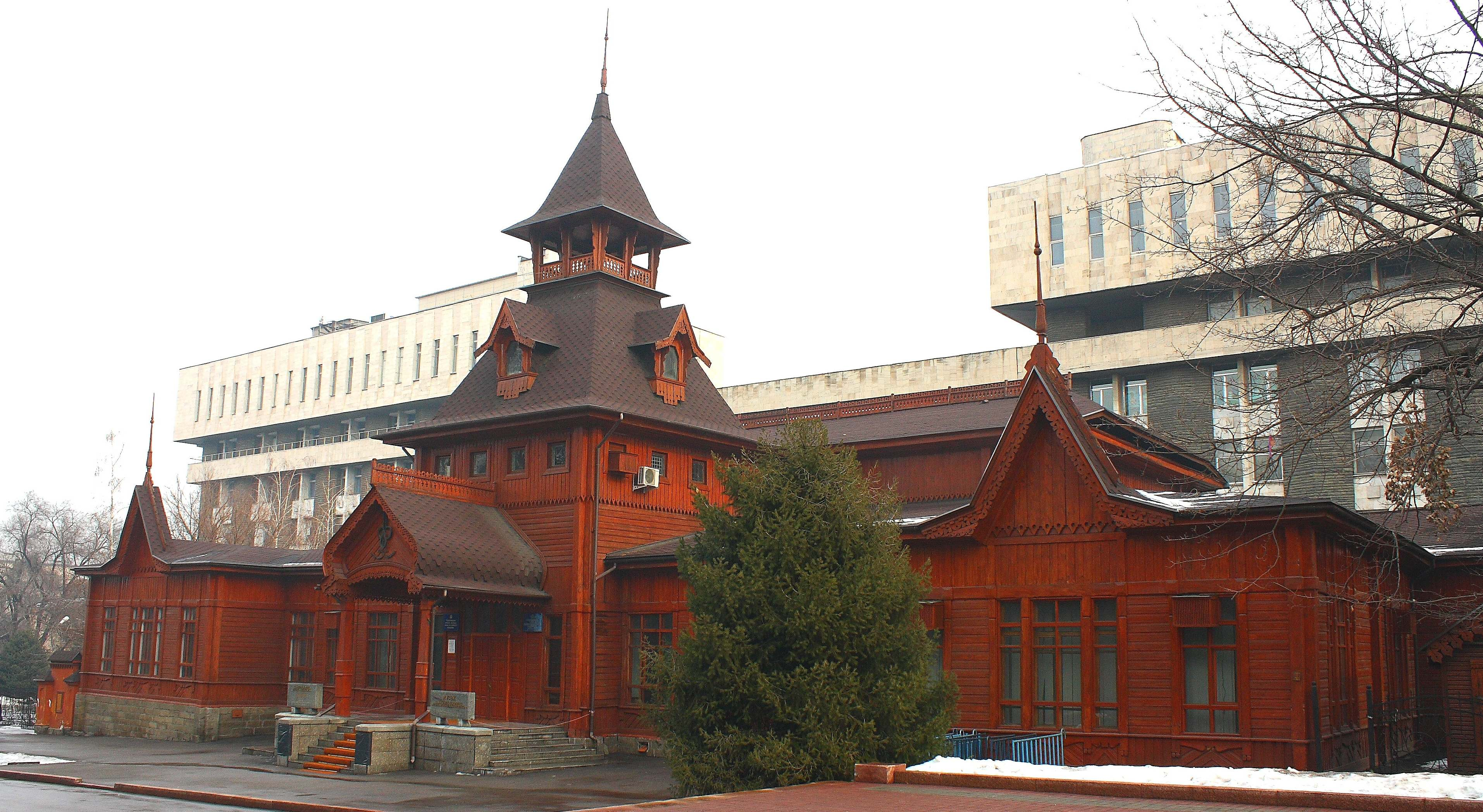
Ykylasovo muzeum hudebních nástrojů

## Památníky

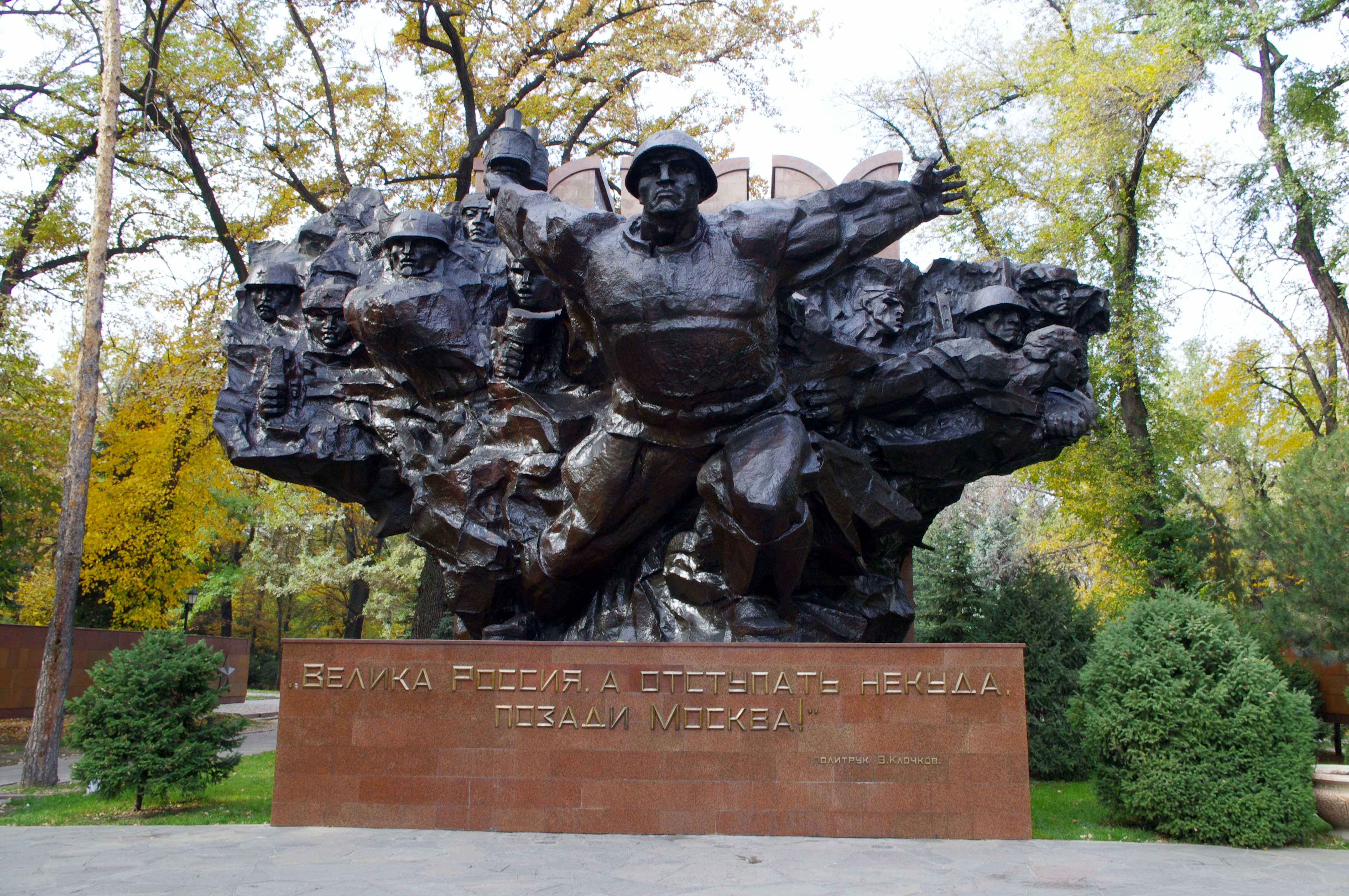
Rusko je veliké. Ustoupit není kam. Moskva je za námi.
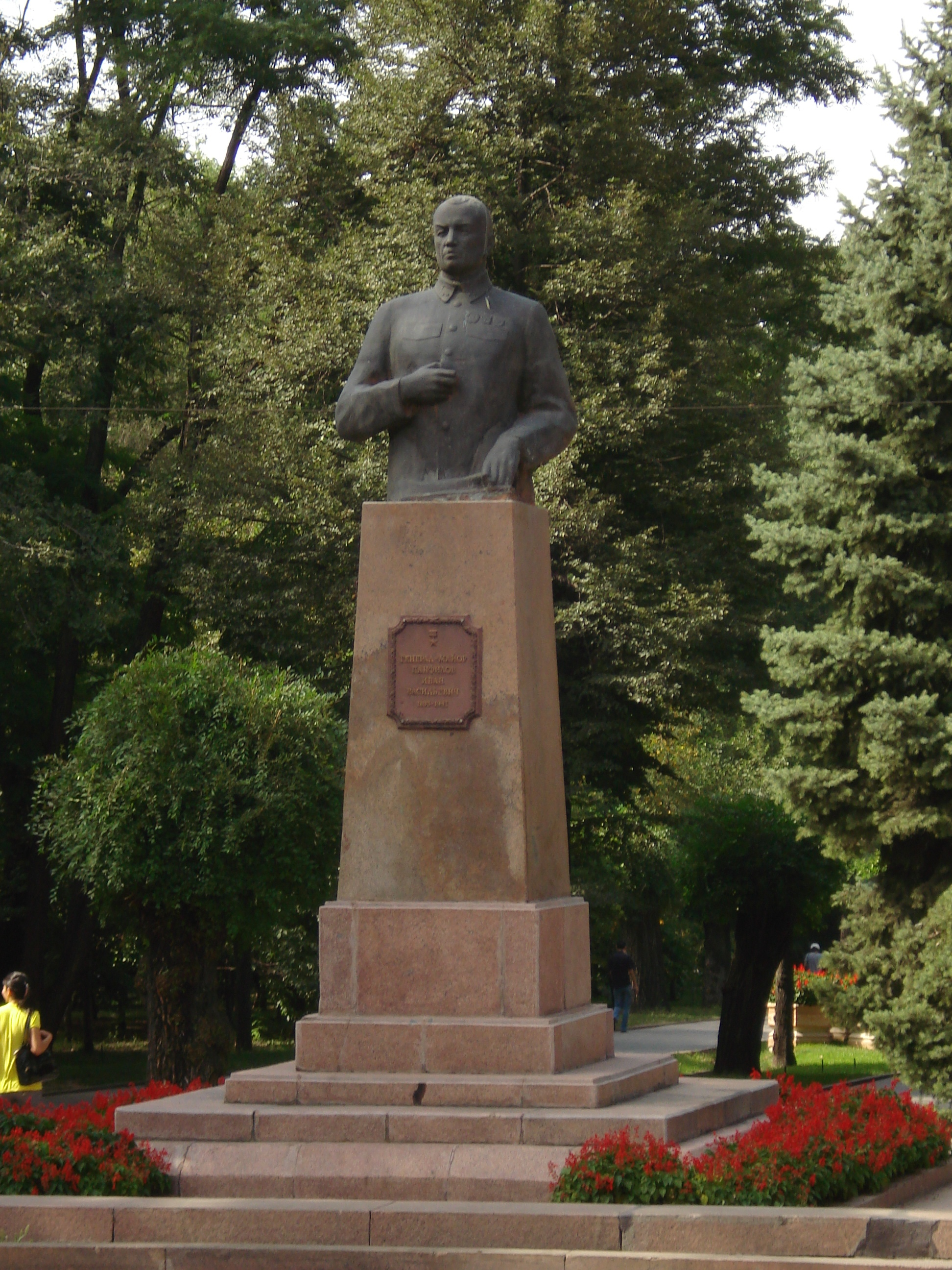
Památník Ivana Vasiljeviče Panfilova
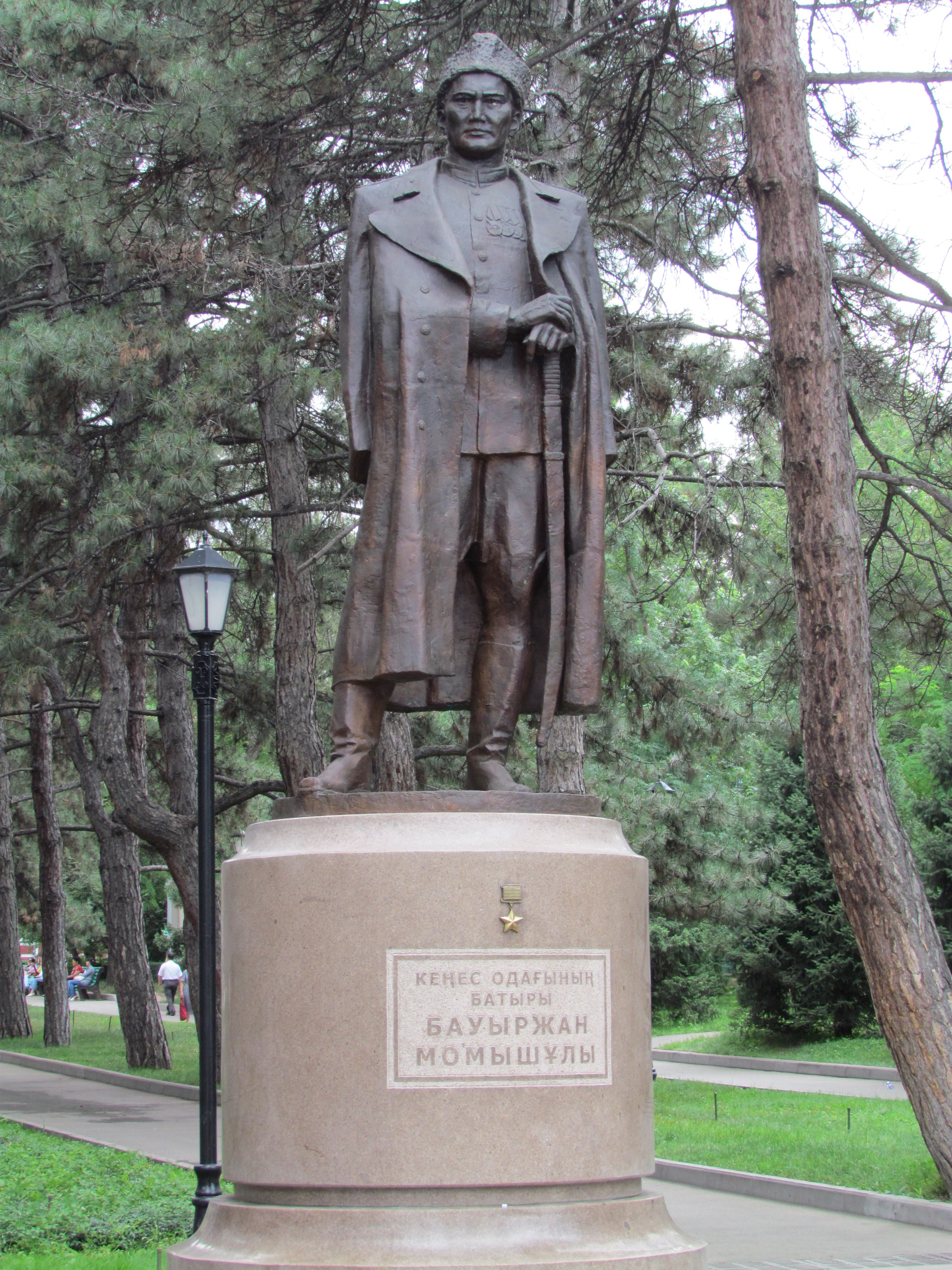
Památník Bauyržana Momyšuly

Památník Slávy nalézající se ve východní části parku byl postaven ke třicátému výročí Vítězství v roce 1975. V témže roce byl zapálen věčný oheň. Památník sestávající ze čtyř částí byl odhalen 8. května 1975. První část – reliéf Přísaha (na levé straně při čelním pohledu na centrální věčný oheň) – je věnována mladým bojovníkům za sovětskou vlast v Kazachstánu. Střední část Čin zobrazuje hrdiny-panfilovce bránící vlastní hrudí Moskvu. Kompozice Trubači slávy stojící vpravo dodává památníku závěrečné optimistické vyznění, ztělesňuje triumfující hymnus života. U věčného ohně se nachází masivní kvádry labradoritu pod nimiž jsou schrány s prstí přinesenou z měst-hrdinů. Je památníkem umění, architektury a historie (zaregistrován 20. 4. 1980), od 25. 11. 1993 je součástí Almatské státní historicko-architektonické a památkové zóny (výnos Rady ministrů republiky Kazachstán № 46).
Památník Ivana Vasiljeviče Panfilova nacházející se v jižní části parku byl postaven v roce 1968. Autory jsou sochař B. A. Tulekov a architekt T. K. Basenov. Dvoumetrová busta odlitá z bronzu stojí na podstavci ze šedé žuly.
Památník Tokaše Bokina byl postaven v roce 1980 v západní části parku, na tvorbě se podíleli sochař B. A. Abišev a architekt Š. Je. Valichanov. Je vytesán ze šedé žuly, dosahuje výšky 5 m.
Památník kazašským vojákům padlým v Afghánistánu byl odhalen 15. února 2003 vedle Památníku Slávy. Autorem sochy je Kazbek Satybaldin, architektonický návrh zpracovali Tochtar Jeralijev a Vladimir Sidorov.
Památník Bauyržana Momyšuly byl odhalen 10. prosince 2010 při severní straně parku, autory jsou kazašští sochaři Nurlan Dalbaj a Rasul Satybaldijev. Bronzová socha v životní velikosti stojící na žulovém podstavci dosahuje výše šesti metrů.